# Eaedem
Eaedem (łac. „te same”, „tych samych”) – określenie używane głównie w przypisach i cytatach (zawartych w tekstach naukowych lub prawniczych), odnoszące się do dwóch lub więcej autorek.

## Przykład 1
1. L. Dąbrowska, M. Brzozowska, Rasy psów, Łódź 2005, s. 55.
2. Eaedem, Rasy kotów, Kraków 1997, s. 65.

Odwołanie numer 2 odsyła do tych samych autorek co odwołanie numer 1, ale do innej publikacji z ich dorobku.

## Przykład 2
1. S. Czarna, T. Biała, „Jan Kochanowski”, w: eaedem, Polscy pisarze i poeci, Poznań 1999, s. 115-130.

Wskazanie, że rozdział „Jan Kochanowski” znajduje się w książce o nazwie Polscy pisarze i poeci. Autorkami rozdziału, jak i samej książki są te same osoby.